# Plenární sněm Katolické církve v ČR
Plenární sněm Katolické církve v ČR probíhal v České republice v letech 1997–2005. Hlavním tématem byla aplikace závěrů Druhého vatikánského koncilu, tedy přiblížení života církve potřebám doby i současné společnosti podle znamení času, aby tak církev lépe odpovídala na touhy a hledání našich současníků. Sněmu se účastnila římskokatolická církev v Česku i řeckokatolický exarchát. 

## Plenární sněm
Idea plenárních sněmů místních církví (regionálních koncilů) vznikla v Kartágu ve 3. století. Po mnoha dějinných proměnách (praxe legátních koncilů, svolávaných a řízených delegátem papeže), a dlouhodobé absenci ji v roce 1917 oživil Kodex kanonického práva v kán. 281 CIC 17. Podle nového kodexu z roku 1983 je plenární sněm sněmem místních církví téže biskupské konference a koná se, kdykoliv to po schválení Apoštolským stolcem biskupská konference považuje za nutné nebo užitečné (kán. 439 § 1 CIC). Biskupská konference plenární sněm svolává, určuje místo jeho konání, volí jeho předsedu, stanoví jednací řád a věci k projednávání, určuje začátek i dobu trvání, může jej přeložit, odročit i ukončit (kán. 441 CIC). 
Kodex stanoví, kteří představitelé církve se sněmu musí povinně účastnit. Musí být pozváni biskupové, kteří mají nějakou funkci. Mohou být s hlasem rozhodujícím pozváni další, titulární a emeritní biskupové. S hlasem poradním musí být pozváni a musí se účastnit generální a biskupští vikáři, vyšší řeholní představení a představení společností apoštolského života v počtu pro muže a ženy stanoveném biskupskou konferencí, případně osoby zvolené všemi vyššími představenými těchto společností, které sídlí na daném území, rektoři církevních a katolických univerzit a děkani teologických fakult a fakult církevního práva, rektoři kněžských seminářů. Jiní kněží nebo laici mohou být pozváni jako účastníci s poradním hlasem nebo jako hosté. 
1. zasedání Českého plenárního sněmu se zúčastnili všichni katoličtí biskupové v ČR, apoštolský nuncius v ČR arcibiskup Erwin Josef Ender, všichni generální, biskupští a soudní vikáři, 10 zástupců ženských a mužských řeholí, děkani teologických fakult a představení seminářů, 30 zvolených delegátů z jednotlivých diecézí, významní akademičtí experti a předseda Ekumenické rady církví v ČR, biskup Slezské církve evangelické a. v. Vladislav Volný.

## Průběh
Konání plenárního sněmu církve v ČR schválil Apoštolský stolec dekretem z 25. října 1996.  
Dekret o svolání Plenárního sněmu  byl českými a moravskými biskupy vyhlášen 5. července 1997 na Velehradě. Ti jej uvedli jako pokračování Desetiletí duchovní obnovy národa. 
V přípravné fázi probíhaly diskuse a přípravy podkladových materiálů ve sněmovních kroužcích  a sekcích. Přípravná komise sněmu připravila Jednací řád Plenárního sněmu.
I. zasedání Plenárního sněmu proběhlo na Velehradě 6.–12. července 2003.
V období mezi I. a II. zasedáním pracovaly především komise vzešlé z I. zasedání. 
II. zasedání plenárního sněmu proběhlo na Velehradě 6.–10. července 2005. Na tomto zasedání byl plenární sněm zakončen.

## Sněmovní komise
V čele odborných sněmovních komisí stáli biskupové ve funkci předsedů, výkonnou činnost řídili sekretáři komisí. 
- 1. Komise pro duchovní četbu dějin, předseda Václav Malý
- 2. Analytická komise, předseda František Radkovský
- 3. Komise pro evangelizaci a misijní působení, předseda Ladislav Hučko
- 4. Komise pro kněze, jáhny a zasvěcené osoby, předsedové Josef Koukl, Vojtěch Cikrle, Jiří Paďour
- 5. Komise pro laiky, předseda Karel Herbst
- 6. Komise pro liturgii a svátostnou pastoraci, předseda Josef Hrdlička
- 7. Komise pro partikulární právo, předseda František Lobkowicz
- 8. Pastorační komise, předseda Dominik Duka

## Dokumenty
Závěrečným dokumentem sněmu byl text Život a poslání křesťanů v církvi a ve světě. II. zasedání provedlo v textu předloženém komisemi několik výrazných změn, drobné formulační změny pak provedl ještě Apoštolský stolec, jemuž byl dokument poté zaslán ke schválení. 
Pracovní komise mezi I. a II. zasedáním vypracovaly pro II. zasedání i další dokumenty, které však nebyly předmětem hlasování plenárního sněmu a které jsou zčásti zapracovány do výše zmíněného souhrnného dokumentu: 
- Statistické podklady (Analytická komise) [6]
- Putování církve českými dějinami (Komise pro duchovní četbu dějin) [7]
- Laici v dnešním světě (Komise pro laiky) [8]

II. zasedání sněmu přijalo ještě tyto tři krátké dokumenty: 
- Poselství sněmu veřejnosti [9]
- Poselství sněmu věřícím katolické církve [10]
- Poselství sněmu křesťanům v ČR [11]